# Aachen-Vijlener Portland Cement Werk

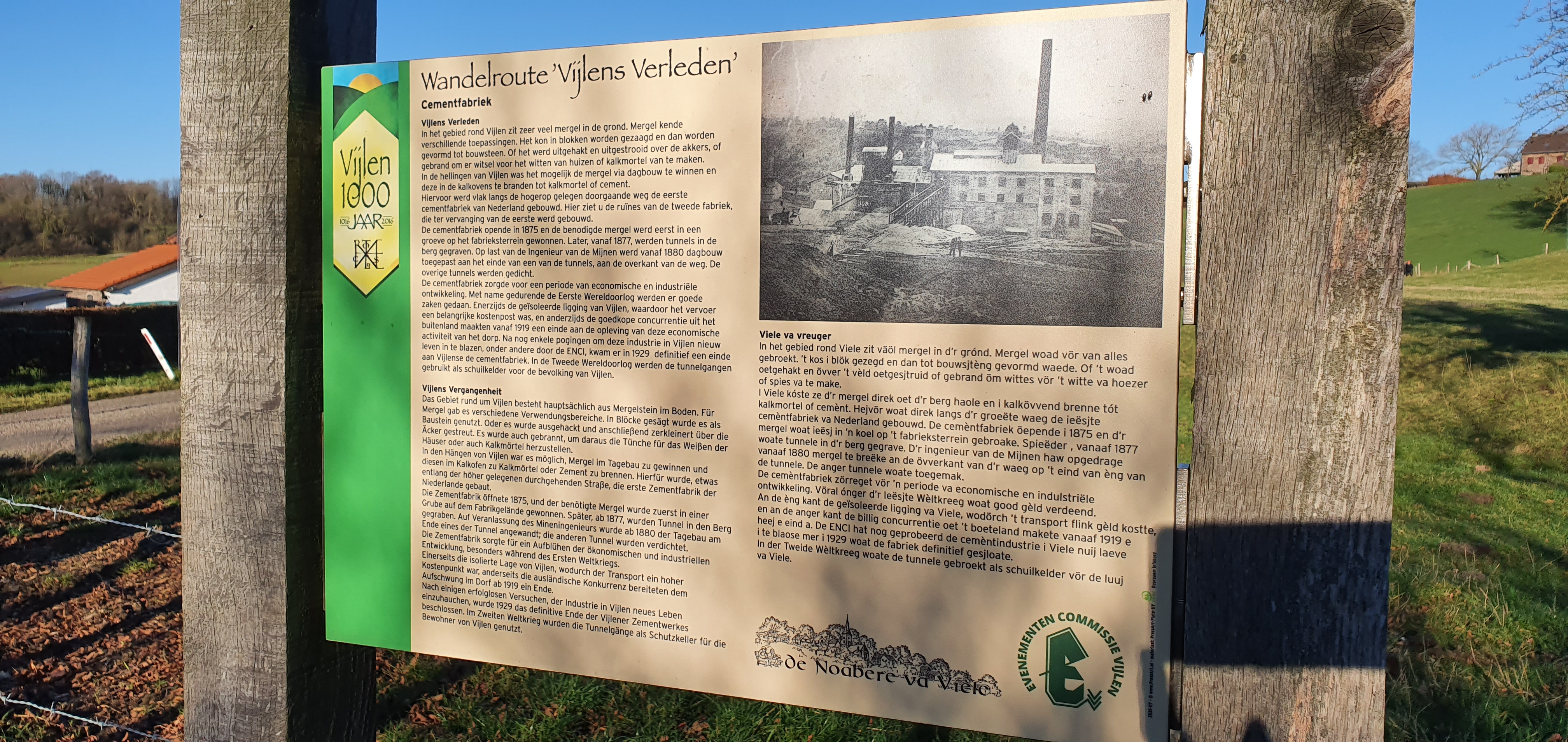
Portland Cement Werk Vijlen

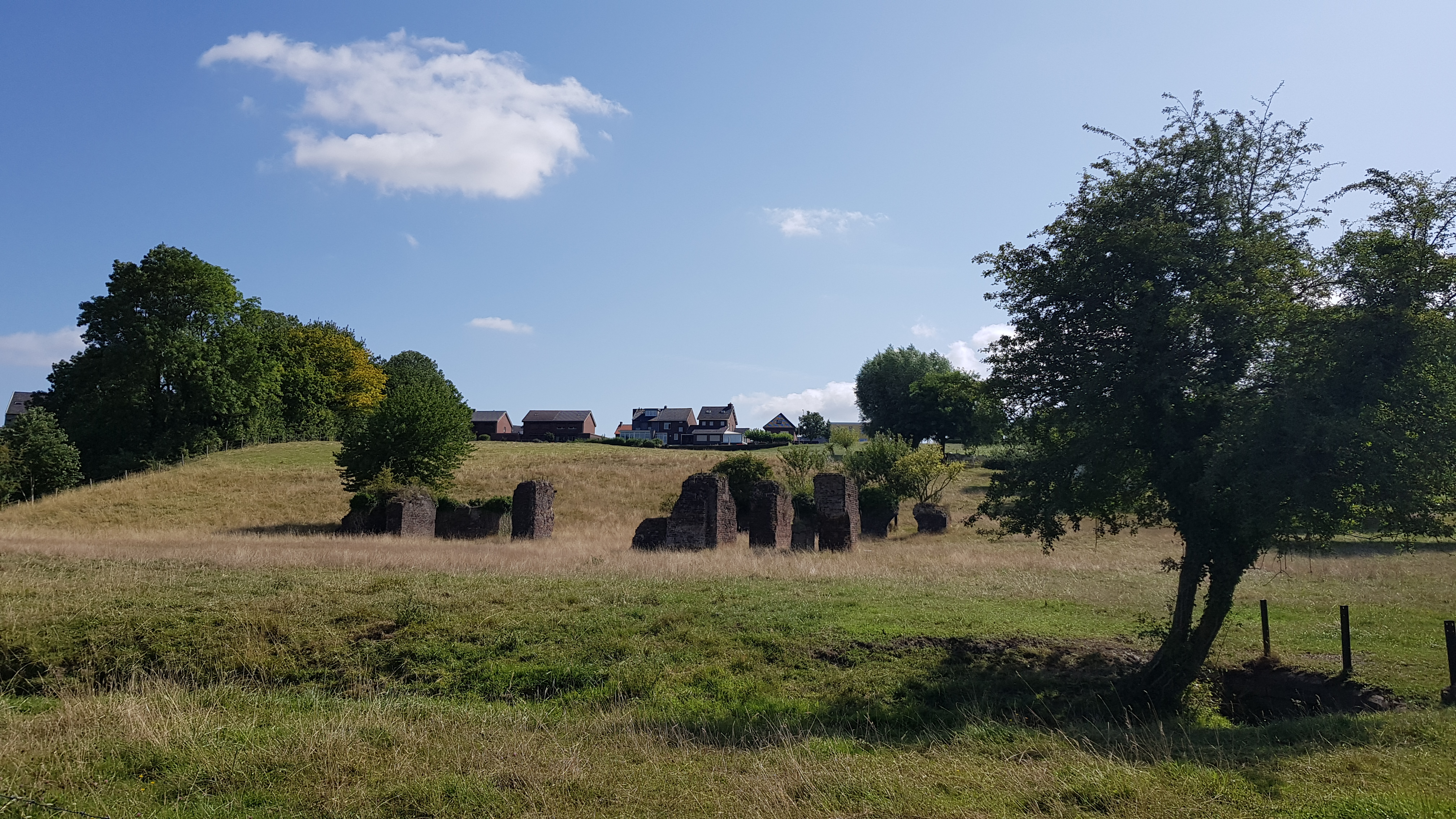
De ruïne van de tweede Nederlandsche Portland-Cementfabriek anno 2019

De Aachen-Vijlener Portland Cement Werk of oude fabriek was een van de twee cementfabrieken in Vijlen in de Nederlandse gemeente Vaals. De fabriek stond op de Vijlenberg op de hoek van de straten Vijlenberg-Vijlenstraat.

## Geschiedenis
Op 18 juni 1875 werd er een vergunning gekregen van Gedeputeerde Staten van het Hertogdom Limburg voor de oprichting van een cementfabriek, de Aachen-Vijlener Portland Cement Werk, die boven op de Vijlenberg werd gebouwd. Men gebruikte de Kalksteen van Vijlen uit de Vijlenberg voor de productie van het cement. De winning van dit kalksteen vond eerst in een groeve plaats die op het fabrieksterrein lag, maar sinds 1877 ging men over op de winning van kalksteen in ondergrondse tunnels. Deze ondergrondse kalksteengroeve bestond uit een tunnel 12 meter onder het oppervlak, met verschillende dwarsgangen waar de kalksteen gewonnen werd. Vanwege het grote risico op instortingen moest men hiermee stoppen van Gedeputeerde Staten, waarna de reeds gegraven dwarsgangen werden opgevuld. Vervolgens ging men in 1880 aan het einde van de tunnel in een dagbouwgroeve de winning verder zetten.
Omstreeks 1899 werd een tweede fabriek geopend, de Nederlandsche Portland-Cementfabriek, in het dal van de Lombergbeek aan de voet van de Vijlenberg ten noordwesten van het dorp. Voor de aanvoer van kalksteen werd er een tunnel onder de Vijlenberg door aangelegd naar de dagbouwgroeve van de Aachen-Vijlener Portland Cement Werk.
In 1919 werd de productie in beide fabrieken stilgelegd wegens te hoge kosten en te hoge concurrentie uit andere landen.
In 1922 probeerde een nieuwe eigenaar de Aachen-Vijlener Portland Cement Werk weer op te starten, maar in datzelfde jaar kwamen door een ongeval twee mensen om het leven en sloot men de oude fabriek. In 1927 begon men met de afbraak van deze fabriek.
Op 1 december 1927 werd de Nederlandsche Portland-Cementfabriek gekocht door de ENCI, maar de ongunstig gelegen fabriek was te zwaar verouderd en op 16 juni 1929 werd ze gestopt. In de jaren 1930 werd het grootste deel van de fabriek afgebroken.
In de Tweede Wereldoorlog gebruikte men een van de tunnels van de groeve als schuilkelder en na de oorlog zat er kort een champignonkwekerij.
Na de Tweede Wereldoorlog vulde men de kalksteengroeve op met afval en kreeg ze de naam De Koel. In 1982 vulde men de groeve verder op met grond en puin (van een textielfabriek uit Vaals) en in 2004 werd de Koel omgevormd tot dorpsplein.

## Productie
De fabriek produceerde cement waarbij het kalksteen werd gewonnen in de kalksteengroeve in Vijlen, de gebruikte zuivere kalk kwam uit de Groeve Halembaye en het gebruikte leem kwam uit een Vaalser groeve.